# Гажлях
Гажлях (пол. Hażlach, нім. Haslach) — село в Польщі, у гміні Гажлях Цешинського повіту Сілезького воєводства.
Населення — 2344 особи (2011).
У 1975-1998 роках село належало до Бельського воєводства.

## Демографія
Демографічна структура станом на 31 березня 2011 року:
|          | Загалом | Допрацездатний вік | Працездатний вік | Постпрацездатний вік |
| -------- | ------- | ------------------ | ---------------- | -------------------- |
| Чоловіки | 1130    | 248                | 788              | 94                   |
| Жінки    | 1214    | 268                | 727              | 219                  |
| Разом    | 2344    | 516                | 1515             | 313                  |